# Boa Ventura de São Roque
Boa Ventura de São Roque – miasto i gmina w Brazylii, w stanie Parana. Znajduje się w mezoregionie Centro-Sul Paranaense i mikroregionie Pitanga.